# Janis Moser
Janis Jérôme "J.J." Moser, född 6 juni 2000 i Biel, är en schweizisk professionell ishockeyback som är kontrakterad till Arizona Coyotes i National Hockey League (NHL) och spelar för Tucson Roadrunners i American Hockey League (AHL). Han har tidigare spelat för EHC Biel i National League (NL).
Moser draftades av Arizona Coyotes i andra rundan i 2021 års draft som 60:e totalt.

## Statistik
| 2017–2018  | EHC Biel           | NL         | 2   | 0  | 1  | 1  | 0  | —  | — | — | — | — |
| 2018–2019  | EHC Biel           | NL         | 43  | 0  | 7  | 7  | 20 | 12 | 0 | 2 | 2 | 6 |
| 2019–2020  | EHC Biel           | NL         | 40  | 2  | 7  | 9  | 10 | —  | — | — | — | — |
| 2020–2021  | EHC Biel           | NL         | 48  | 9  | 21 | 30 | 10 | 2  | 0 | 0 | 0 | 0 |
| 2021–2022  | Arizona Coyotes    | NHL        | 33  | 3  | 9  | 12 | 12 | —  | — | — | — | — |
|            | Tucson Roadrunners | AHL        | 18  | 5  | 7  | 12 | 11 | —  | — | — | — | — |
| NHL totalt | NHL totalt         | NHL totalt | 33  | 3  | 9  | 12 | 12 | —  | — | — | — | — |
| NL totalt  | NL totalt          | NL totalt  | 133 | 11 | 36 | 47 | 40 | 14 | 0 | 2 | 2 | 6 |

### Internationellt
| Källa: Uppdaterad: 2022-04-03 | Källa: Uppdaterad: 2022-04-03 | Källa: Uppdaterad: 2022-04-03 |         | Utv = Utvisningsminuter | Utv = Utvisningsminuter | Utv = Utvisningsminuter | Utv = Utvisningsminuter | Utv = Utvisningsminuter |
| År                            | Lag                           | Mästerskap                    | Matcher | Mål                     | Assists                 | Poäng                   | Utv                     |                         |
| ----------------------------- | ----------------------------- | ----------------------------- | ------- | ----------------------- | ----------------------- | ----------------------- | ----------------------- | ----------------------- |
| 2017                          | Schweiz                       | Ivan Hlinka                   | 4       | 0                       | 1                       | 1                       | 0                       |                         |
| 2018                          | Schweiz                       | U18-VM                        | 6       | 0                       | 0                       | 0                       | 2                       |                         |
| 2019                          | Schweiz                       | JVM                           | 7       | 0                       | 2                       | 2                       | 2                       |                         |
| 2019                          | Schweiz                       | VM                            | 3       | 0                       | 0                       | 0                       | 0                       |                         |
| 2020                          | Schweiz                       | JVM                           | 5       | 0                       | 4                       | 4                       | 2                       |                         |
| 2021                          | Schweiz                       | VM                            | 7       | 0                       | 2                       | 2                       | 2                       |                         |
| Junior totalt                 | Junior totalt                 | Junior totalt                 | 22      | 0                       | 4                       | 11                      | 10                      |                         |
| Senior totalt                 | Senior totalt                 | Senior totalt                 | 10      | 0                       | 7                       | 7                       | 2                       |                         |